# Ruisseau de Moulainville
Der Ruisseau de Moulainville ist ein gut 4 Kilometer langer Bach, der im französischen Département Meuse in der Region Grand Est verläuft und ein linker Zufluss des Ruisseau du Mauvais Lieu ist.

## Geographie

### Verlauf
Der Ruisseau de Moulainville entspringt auf einer Höhe von 278,4 m gut einen halben Kilometer westlich der Gemeinde Moulainville. Seine Quelle liegt in einem Laubwaldbereich des Bois de St. Pierre etwa 300 Meter südöstlich der Abri du pendu, einem 1905 erbauten Bunker, und direkt nördlich der Departementsstraße 24a. Nach einigen Karten liegt sein Ursprung gut 200 Meter weiter westlich.
Der Bach fließt, begleitet von der D 24a, zunächst etwa 200 Meter in östlicher Richtung durch den Wald. Früher betrieb er dort die Ober Mühle (moulin d'En-haut). Er zieht dann knapp einen halben Kilometer durch die Wiesen der Flur le Cugnet, die im Norden an Laubwald und im Süden an Nadelwald grenzt, und erreicht danach das Dorf Moulainville. Er läuft dort zwischen den beiden Teilabschnitten der Rue Basse, die in einem Bogen sowohl an seinem nördlichen als auch an seinem südlichen Ufer entlang führt, südlich an der Église Saint-Pierre-ès-Liens, einer Kirche aus dem 11. Jahrhundert, vorbei, unterquert dann die Rue de Monaco, fließt am Rathaus vorbei und kreuzt danach die Rue Basse. Dort trieb er früher die Untere Mühle (moulin d'En-bas) an.
Kurz nachdem er die Ortschaft verlassen hat, knickt er rechtwinklig nach Süden ab und nimmt etwas bachabwärts auf seiner rechten Seite einen zweiten Quellast auf. Der vereinigte Bach zieht zunächst ostwärts durch Getreidefelder, dann ostnordostwärts durch Wiesen, unterfließt dann die D 24 und zieht rund 200 Meter südlich am Weiler Moulainville la Basse vorbei.
Er fließt danach durch Felder und Wiesen, passiert nach anderthalb Kilometer die Gemeindegrenze von Moulainville nach Moranville und mündet schließlich in der Flur les Aunes auf einer Höhe von 221 m von links in den aus dem Südsüdwesten heranziehenden Ruisseau du Mauvais Lieu.
Sein 4,3 km langer Lauf endet ungefähr 57 Höhenmeter unterhalb seiner Quelle, er hat somit ein mittleres Sohlgefälle von etwa 13 ‰.

### Einzugsgebiet
Das Einzugsgebiet des Ruisseau de Moulainville liegt in der Woëvre und wird durch ihn über den Ruisseau du Mauvais Lieu, den Eix, die Orne, die Mosel und den Rhein zur Nordsee entwässert.
Es grenzt
- im Süden an das Einzugsgebiet des Ruisseau du Mauvais Lieu;
- im Westen an das der Maas und
- im Norden an das des Eix.

Das Einzugsgebiet wird überwiegend landschaftlich genutzt, nur der Westen ist zum Teil bewaldet.

### Gemeinden
(Reihenfolge der Gemarkungsanrainer in Fließrichtung)
- Moulainville (auch Ortsanrainer)
- Moranville